# Anne Mattila
Anne Mattila (Karvia, 31 maggio 1984) è una cantante finlandese.

## Biografia
Anne Mattila ha cantato per la prima volta in pubblico all'età di 9 anni a Kauhajoki. Ha iniziato ad esibirsi in tournée all'età di 11 anni come solista con l'orchestra Risto Ala-Ikkelä di Kauhajoki. Un anno dopo è diventata solista del gruppo Asko Järvelä, rimanendovi per due anni. All'inizio della sua carriera di solista ha partecipato con successo a diverse competizioni di canto; inoltre, ha vinto il campionato nazionale di jenkka quando aveva 13 anni. Nell'autunno del 2000 ha fatto la sua prima apparizione televisiva al programma Huvin vuoksi su Yle TV2.
La cantante è salita alla ribalta nel 2002 con la pubblicazione del suo album eponimo, che ha raggiunto la 16ª posizione della classifica finlandese ed è stato certificato disco di platino con più di 47 000 copie vendute a livello nazionale. In totale, nella sua carriera Anne Mattila ha conquistato sette dischi di platino e ha piazzato dodici album in classifica, di cui sei in top 10 (il suo piazzamento migliore è stato nel 2004 con Unihiekkaa, che ha raggiunto il 3º posto).
Nel 2003 Anne Mattila ha fondato la sua etichetta discografica, l'AM Musiikkipalvelut, a cui si sono aggiunti un art café e uno studio di registrazione chiamato Musalato. Nel 2018 la cantante ha partecipato alla nona edizione di Vain elämää, un popolare programma trasmesso su Nelonen in cui vari cantanti finlandesi cantano l'uno le canzoni degli altri.
Quando va in tournée, Anne Mattila ha sempre con sé la sua orchestra personale composta da Imre Szabó al basso, Kari "Kille" Tenkula alla batteria, Jari Tuomainen alla chitarra, e Pekka Pitkäkoski alla tastiera.

## Discografia

### Album
- 1999 - Tunteita riittää
- 2002 - Anne Mattila
- 2003 - Enkeleitä onko heitä
- 2004 - En tietää mä voi
- 2004 - Minun joululauluni (con Anneli Mattila e Anniina Mattila)
- 2005 - Perutaan häät
- 2006 - Tyynyyn jäljet jää
- 2007 - Nyt voimme jatkaa
- 2008 - On siitä aikaa, kun radiota kuunneltiin
- 2009 - Kaikki muu voi mennä
- 2011 - Rakkauden roinaa
- 2013 - Elämä on lahja
- 2013 - Jouluyön hiljaisuus
- 2016 - Kuivaa koivua

### Raccolte
- 1999 - Yksinäinen hiekkaranta
- 2005 - Maailman onnellisin tyttö
- 2005 - Kaikki parhaat
- 2008 - 40 unohtumatonta laulua
- 2009 - The Collection
- 2013 - Legendat
- 2013 - 40 - Unohtumatonta

### Singoli
- 1999 - Casablanca/Ystävälle myrskyssä
- 1999 - Muistojen stillalla
- 1999 - Tähdet ja kuu
- 2000 - Onnen amuletti (con i Maestrot)
- 2000 - Valveuni/Rakkauden kaipuu
- 2000 - Rakasta mua, pidä tiukemmin/Maailman onnellisin tyttö
- 2001 - Asfalttiviidakko
- 2002 - Kun syntyy sieluun silta
- 2002 - Sielo salamoi (con Janne Tulkki)
- 2002 - Valokuva
- 2003 - Enkeleitä onko heitä
- 2003 - Tuhlaajatyttö palaa
- 2003 - Kutsuvasti rummut soivat
- 2004 - Voit pyytää enemmän (con Anneli Mattila)
- 2004 - Unihiekkaa
- 2004 - En tietää mä voi
- 2005 - Perutaan häät
- 2006 - Soittajan salaisuus (con Lasse Hoikka)
- 2006 - Viimeinen kyynel
- 2006 - Tyynyyn jäljet jää
- 2006 - Kaipuuni on uskomaton
- 2007 - Kun silmät suljen
- 2007 - Nyt voimme jatkaa
- 2007 - Katsees kuin tulta
- 2008 - Hei postimies (con Anneli Mattila e Anniina Mattila)
- 2008 - Käy luonain eilinen
- 2009 - Kaikki muu voi mennä
- 2011 - Sovitaan
- 2011 - Jakaranda
- 2012 - Lennetään
- 2013 - Elämä on lahja
- 2013 - Jouluyön hiljaisuus
- 2015 - Kuivaa koivua
- 2016 - Ihminen
- 2016 - Anna vielä yksi elämä
- 2018 - Arjen supermies
- 2018 - Puulaulu
- 2018 - Elän tätä elämää
- 2018 - In the Shadow
- 2018 - Carrie
- 2018 - Pettymys
- 2018 - Vaeltava aave
- 2018 - Vuoristorataa
- 2018 - Äiti